# Greene County (Arkansas)
Das Greene County ist ein County im US-amerikanischen Bundesstaat Arkansas. Im Jahr 2010 hatte das County 42.090 Einwohner und eine Bevölkerungsdichte von 28,2 Einwohnern pro Quadratkilometer. Der Verwaltungssitz (County Seat) ist Paragould.

## Geografie
Das County liegt fast im äußersten Nordosten von Arkansas und grenzt – getrennt durch den St. Francis River – im Osten an den südöstlichen Teil von Missouri. Es hat eine Fläche von 1501 Quadratkilometern, wovon sechs Quadratkilometer Wasserfläche sind. An das Greene County grenzen folgende Nachbarcountys:
| Randolph County | Clay County      |                           |
|                 |                  | Dunklin County (Missouri) |
| Lawrence County | Craighead County |                           |

## Geschichte

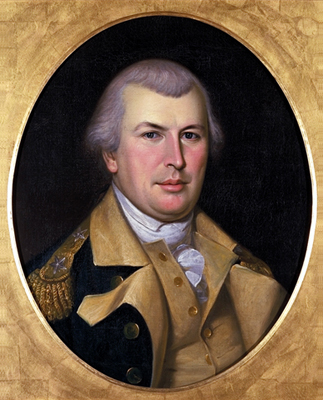
N. Greene

Das Greene County wurde am 5. November 1833 aus Teilen des Lawrence County gebildet. Benannt wurde es nach Nathaniel Greene, einem General während der amerikanischen Revolution. Die ersten Gerichtsverhandlungen fanden im Haus von Benjamin Crowley statt, der 1821, aus Kentucky kommend, hier als erster Weißer siedelte.
Der Gouverneur der Kolonie Louisiana Antoine de la Mothe Cadillac war wahrscheinlich der erste Europäer, der diese Gegend im Nordosten von Arkansas erkundete. 1715 beauftragte ihn der französische König mit der Suche nach den Quellen des St. Francis Rivers, da dort reichhaltige Silbervorkommen vermutet wurden.

## Demografische Daten
Nach der Volkszählung im Jahr 2010 lebten im Greene County 42.090 Menschen in 16.392 Haushalten. Die Bevölkerungsdichte betrug 28,2 Einwohner pro Quadratkilometer. In den 16.392 Haushalten lebten statistisch je 2,40 Personen.
Ethnisch betrachtet setzte sich die Bevölkerung zusammen aus 96,4 Prozent Weißen, 0,6 Prozent Afroamerikanern, 0,5 Prozent amerikanischen Ureinwohnern, 0,3 Prozent Asiaten sowie aus anderen ethnischen Gruppen; 1,3 Prozent stammten von zwei oder mehr Ethnien ab. Unabhängig von der ethnischen Zugehörigkeit waren 2,1 Prozent der Bevölkerung spanischer oder lateinamerikanischer Abstammung.
24,9 Prozent der Bevölkerung waren unter 18 Jahre alt, 60,9 Prozent waren zwischen 18 und 64 und 14,2 Prozent waren 65 Jahre oder älter. 51,0 Prozent der Bevölkerung war weiblich.

Das jährliche Durchschnittseinkommen eines Haushalts lag bei 37.997 USD. Das Prokopfeinkommen betrug 17.923 USD. 14,4 Prozent der Einwohner lebten unterhalb der Armutsgrenze.

## Kultur und Sehenswürdigkeiten

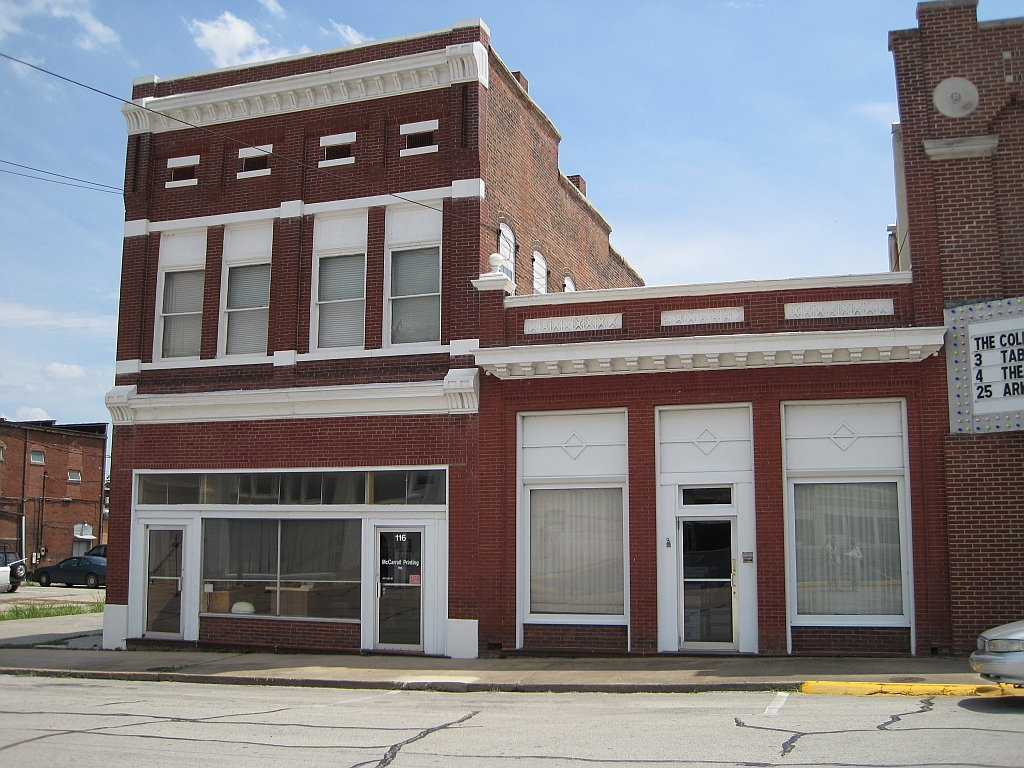
Im Paragould Downtown Commercial Historic District (2011). Dieser Bezirk ist seit Juli 2003 im National Register of Historic Places eingetragen.

17 Bauwerke, Stätten und historische Bezirke (Historic Districts) des Countys sind im National Register of Historic Places („Nationales Verzeichnis historischer Orte“; NRHP) eingetragen (Stand 25. Februar 2022), darunter das Gerichtsgebäude des County, zwei Tankstellen, vier Objekte im Crowley’s Ridge State Park sowie der Paragould Downtown Commercial Historic District.

## Ortschaften im Greene County
| Citys - Marmaduke - Paragould | Towns - Delaplaine - Lafe - Oak Grove Heights |

Unincorporated Communities
| - Bard - Beech Grove - Bertig - Bethel - Black Jack - Brighton - Case - Center Hill - Coffman | - Cotton Belt - Dixie - Evening Star - Faulknerville - Finch - Fontaine - Fritz - Gainesville - Halliday | - Hooker - Hopewell - Light - Lorado - Miller - Mitchell Mill - Morning Star - Mounds - New Hope | - Noxburn - Rock Hill - Schug - Stanford - Stonewall - Tunis - Unity - Walcott - Walnut Corner |

## Gliederung
Das Greene County ist in 24 Townships eingeteilt:
| Township               | Einwohner (2010) | FIPS     |
| ---------------------- | ---------------- | -------- |
| Blue Cane Township     | 57               | 05-90360 |
| Breckenridge Township  | 1319             | 05-90456 |
| Bryan Township         | 192              | 05-90510 |
| Cache Township         | 1184             | 05-90576 |
| Clark Township         | 19.443           | 05-90804 |
| Collier Township       | 377              | 05-90903 |
| Crowley Township       | 297              | 05-90984 |
| Evening Shade Township | 41               | 05-91257 |
| Friendship Township    | 822              | 05-91389 |
| Hays Township          | 115              | 05-91644 |
| Hopewell Township      | 328              | 05-91764 |
| Hurricane Township     | 1685             | 05-91806 |

| Township               | Einwohner (2010) | FIPS     |
| ---------------------- | ---------------- | -------- |
| Jones Township         | 458              | 05-91992 |
| Lake Township          | 205              | 05-92088 |
| Main Shore Township    | 230              | 05-92358 |
| Poland Township        | 1486             | 05-92940 |
| Reynolds Township      | 98               | 05-93120 |
| Salem Township         | 965              | 05-93288 |
| Shady Grove Township   | 177              | 05-93348 |
| Spring Grove Township  | 7180             | 05-93468 |
| St. Francis Township   | 2002             | 05-93270 |
| Sugar Creek Township   | 729              | 05-93516 |
| Union Township         | 2587             | 05-93687 |
| Walnut Corner Township | 113              | 05-93867 |